# Koygolo
Koygolo est une localité et une commune rurale du Niger, du département de Boboye, région de Dosso.

## Géographie
La localité de Koygolo est située à 59 km au nord du chef-lieu départemental Birni N'Gaouré.
| Tagazar      | Tagazar | Loga       |
| Diantchandou | Koygolo | Sokorbé    |
| Harikanassou | Kiota   | Garankédey |

## Histoire
La commune rurale de Koygolo instaurée en 2002, est issue du canton de Koygolo fondé en 1905.

## Population
Lors du recensement général de 2012, la population communale est relevée à 48 218 habitants. La localité compte 4 482 habitants en 2012.

## Localités
La commune s'étend sur 45 villages, 53 hameaux et deux camps au sud-est du département de Boboye.

## Services et infrastructures
- Centre de Santé Intégré (CSI) à Koygolo, Goubé, Safa Patchak, Yéni Zarma, Béri et Saney[5].
- Collège d'enseignement général (CEG) à Koygolo.
- Centre de formation des métiers (CFM) à Koygolo.